# Alfredo Barisone
Alfredo Barisone (né le 5 février 1904 à Acqui Terme dans le Piémont et mort à une date inconnue) est un joueur de football italien, qui évoluait en tant qu'attaquant.

## Biographie
Formé dans le club de sa ville natale d'Acqui Terme dans la province d'Alexandrie, avec le club de l'Acqui Unione Sportiva 1911, c'est avec ce même club qu'il fait ses débuts en équipe première en 1924. 
En 1927, il rejoint le gros club de sa région pour deux saisons, la Juventus (y disputant sa première rencontre le 2 octobre 1927 lors d'un match nul 2-2 en championnat contre Novare). Après seulement 21 matchs joués, il rejoint la Lombardie pour évoluer avec l'Atalanta Bergame pendant 4 ans, avant de partir pour la Società Ginnastica Comunale Sampierdarenese durant 2 saisons. 
Durant la saison 1935-1936, il part évoluer dans le club de l'Union Sportiva Sanremese Calcio 1904 avant de terminer sa carrière à Acqui, le club de ses débuts.